# Чилкотин
Чилкотин или по-правилно Тсилкотин (на английски: Chilcotin, Tsilhqotin)е най-южното индианско племе на Атабаското езиково семейство в Субарктическата културна област. Традиционната им територия се простира около изворите на река Чилкотин и областта на езерото Анахайм, от Крайбрежните планини на запад до река Фрейзър на изток, в Британска Колумбия, Канада.

## Култура
Културата на чилкотин е сходна с тази на останалите северни атабаски народи преплетена с множество елементи от културите на Вътрешните салиши, бела кула и куакиутли. Заради това понякога чилкотин са класифицирани към народите от Платото. Но въпреки това те си остават типично северно племе.
Живеят на малки семейни номадски групички, прехранващи се с лов и събирачество. Тези групички формират 3 или 4 субгрупи на племето. Всяка от тях е автономна и почти независима.
Обществото им е разделено на социални класи – аристокрация, обикновени хора и роби. Аристокрацията и обикновените хора са организирани в кланове, в които родството се наследява двустранно. Момчетата от малки се учат на уменията за оцеляване, а момичетата да се грижат за домакинството. По време на месечния цикъл момичетата са изолирани и спазват някои ограничения. Браковете като цяло са уредени от родителите. Жените са отговорни за лагера и домакинството, а мъжете за осигуряването на храна, защита и изработването на инструменти. Мъртвите са погребвани в земята.
Социалният контрол е строг и големите нарушители са отлъчвани, рядко дори убивани.
Основно жилище е дървена къща от пръти покрита с кора, пръст и мъх. В края на лятото различните семейства се събират заедно по реките богати на сьомга, а през зимата се разбиват и се местят в защитени места близо до езера. Мъжете ловуват различни животни като елени, лосове, планински овце и кози, бобри, зайци, птици и рядко мечки. И мъжете и жените са ангажирани в риболова, основно на сьомга. Жените още събират корени камас и диви плодове, изработват кошници и шият дрехи. Дрехите са изработвани от еленови кожи. Основно облекло са мокасини, ризи, гамаши и набедреници, и рокли. В студеното време използват шапки и наметала от кожите на заек, мармот или бобър. Мъжете носят косите си свободно до раменете, а жените я оставят дълга и я сплитат на две плитки. Използват накити направени от кости, черупки, животински зъби и нокти. И двата пола боядисват лицата си, а в студеното време втриват в тялото, лицето и косата мазнина. Сечивата и оръжията се правят основно от дърво, кости и рог. През зимата се придвижват със снегоходки, а по вода с канута от смърчова кора или дълбани канута.

## История
Първият европеец, който ги среща е Саймън Фрейзър през 1808 г. През 1827 г. Компанията Хъдсън Бей построява първия търговски пост в земите им, последвани от още няколко до 1844 г. До около 1860 г. племето няма почти никакъв контакт с белите, които идват да копаят злато по река Фрейзър. Въпреки това епидемиите донесени от авантюристите не ги подминават. След миньорите постепенно пристигат мисионерите и заселниците. Увеличаването на бялото население в земите им води до силна конкуренция за наличните ресурси. През 1861 г. е построена линия от Бела кула до миньорските лагери по Фрейзър. Линията и безкомпромисното отношение към природата от страна на белите, както и унищожаването и разграбването на индианските села и гробища води до избухването на въстанието Чилкотин през 1864 г. Въстанието е бързо потушено, а петима от водачите му са осъдени и обесени. Скоро след това заселниците започват да изграждат стопанства и ферми на запад от река Фрейзър като заграбват все повече от земята на племето. През 1887 г. и 1904 г. за да ги защити правителството създава резервати за различните групи. Днес племето живее в няколко резервата в традиционните си земи и е организирано в 6 общини. Общият брой на членовете на племето е 3500 души (2010).